# Vaularon
Le Vaularon est un ruisseau français, affluent de l'Yvette, qui coule dans le département de l'Essonne et la région Île-de-France.

## Géographie

### Cours
Le Vaularon prend sa source à Gometz-le-Châtel et rejoint l'Yvette à Bures-sur-Yvette, après avoir traversé le parc de la « Grande Maison ».

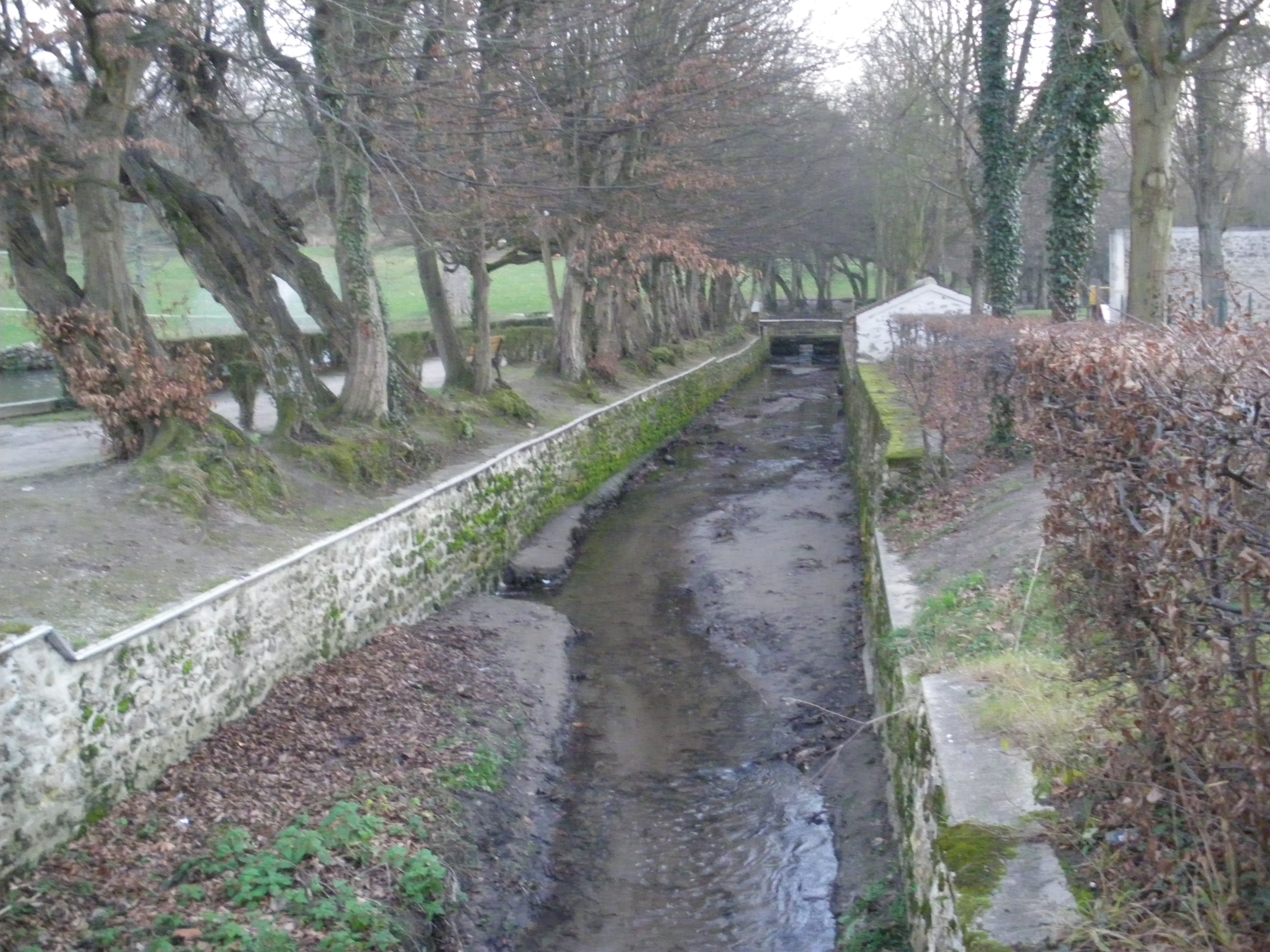
Le Vaularon, Parc de la Grande Maison.
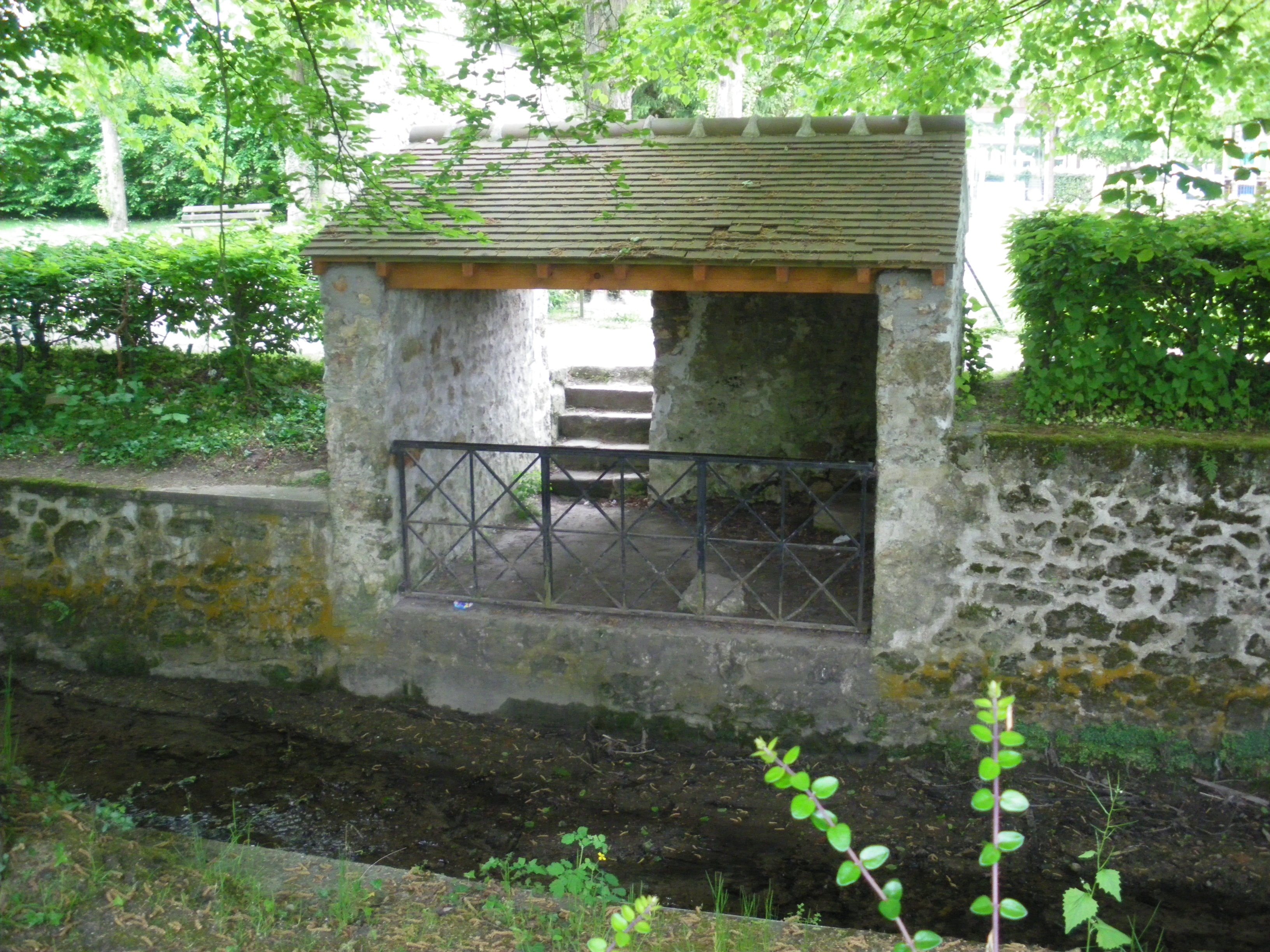
Dans le parc de la Grande Maison.

### Affluents
Le Vaularon a un affluent contributeur connu :
- le ruisseau d'Angoulême, 1,4 km sur les deux communes de Gometz-le-Châtel (source) ~ Bures-sur-Yvette (embouchure)[2].

## Départements et communes traversées
Le Vaularon traverse trois communes - dans le sens amont vers aval -
dans l'Essonne
Gometz-le-Châtel (source) ~ Gif-sur-Yvette ~ Bures-sur-Yvette (embouchure)
Soit en termes de canton, le Vaularon prend sa source dans le canton de Limours, traverse le canton de Gif-sur-Yvette, et conflue dans le canton d'Orsay.

## Pour approfondir